# Хілько Юрій Іванович
Юрій Іванович Хілько (нар. 13 лютого 1960, Барановичі) — білоруський художник, педагог.

## Біографія
З 1993 року викладає в Білоруській академії мистецтв. Завідувач кафедри графіки Білоруської державної академії мистецтв, член Білоруської спілки художників. Лауреат премії Міжнародного фонду слов'янської писемності імені Кирила і Мефодія (1990). Працює у станковій і книжковій графіці. Створив ілюстрації до книг Богдановича, Лойко, Горецького. Роботи Юрія Хілько знаходяться в збірках Національного художнього музею Республіки Білорусь, Музею сучасного образотворчого мистецтва, графічних і художніх центрах Берліна, Швеції, США. Викладає живопис, композицію, формальну композицію, роботу в матеріалі, прикладну графіку.

## Премії та нагороди
Державна стипендія імені Ф. Скорини (1990); лауреат Міжнародного фонду слов'янської писемності імені Св. Кирила і Мефодія (1990); диплом конкурсу «Найкраще видання року» (за оформлення книги М. Богданович «Вінець», 1995); диплом Білоруського союзу художників «За активну творчу діяльність» (1998); диплом виставки-конкурсу «Художник і книга» (за оформлення збірки віршів А. Бокач «Оглядини», 1999); медаль Білоруського союзу художників «За досягнення в образотворчому Святковому заході» (2002); диплом Республіканського конкурсу книжкового мистецтва (за оформлення книги Є. Степанова «Мрія», 2003); диплом учасника міжнародного пленеру «Біловежа-2009» (2009); Почесна грамота БДАМ (2010); Почесна грамота Міністерства культури Республіки Білорусь (2010).